# Louhi

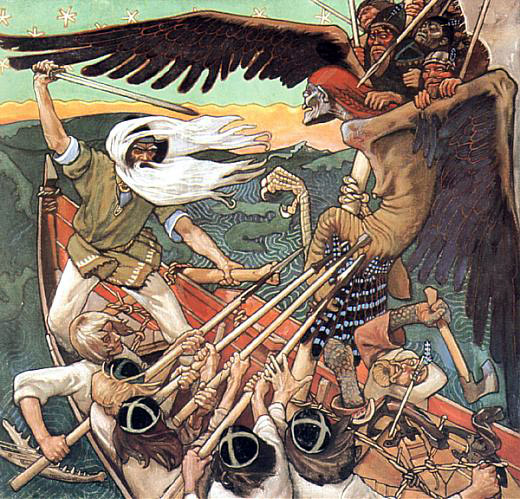
La defensa del Sampo, de Akseli Gallen-Kallela, muestra a Louhi como la criatura alada.

Louhi, la reina de la tierra conocida como Pohjola (presumiblemente, el norte de Escandinavia), es un personaje perteneciente a la mitología finlandesa y a la mitología de Laponia. El vocablo pohja significa "norte" en finés.
Como muchas criaturas y elementos de la mitología finesa, Louhi posiblemente sea el alterego de varias diosas, posiblemente Louhetar, Loviatar, Lovitar.
"Louhi" o "lovi" también puede referirse a un estado de trance o provocado por la magia. También aparece, por ejemplo, en las aperturas de hechizos como "Nouse luontoni lovesta, haon alta haltiani" o variaciones similares, que pueden traducirse como "eleva mi naturaleza del lovi, mi espíritu de mi regazo".

## Leyenda
Físicamente se la describe como una bruja de gran altura con la capacidad de transformarse en cualquier cosa (animales, objetos, etc.) y poder conjurar hechizos malignos. Ella es también el enemigo principal de Väinämöinen en la batalla para poder conseguir el artefacto mágico llamado Sampo en el Kalevala. Transformada en un pájaro monstruoso ataca el barco que transporta el Sampo.
Louhi también tenía la capacidad de encerrar la luna y el sol en una caverna para provocar una ola de frío sobre todo un país. 
Ella tiene muchas hijas hermosas, con las que Ilmarinen, Lemminkäinen y otros héroes finlandeses procuran casarse en otras historias. Fiel a la estructura de numerosos cuentos de hadas, Louhi les fija tareas a los héroes que van desde difíciles a imposibles para que ellos puedan alcanzar tales premios.